# Neighborhoods
Neighborhoods és el sisè àlbum d'estudi de la banda americana de pop punk blink-182. El seu llançament està programat pel dia 27 de setembre de 2011. Neighborhoods serà el primer àlbum autoproduït per la banda. Blink-182 van anunciar per primera vegada un "aturada indefinida" el 2005, però es van tornar a unir el 2009. Posteriorment, la banda va anar de gira amb una gira de reunió pels Estats Units i Europa, paralitzant la producció en l'àlbum.
L'àlbum ha patit nombrosos retards. Encara que diverses demos van ser gravades el 2009, l'enregistrament va començar el juny de 2010. L'abril de 2011, la banda es va veure obligada a cancel·lar una gira per Europa, ja que la gravació de l'àlbum va necessitar més temps del que s'esperava. Com a resultat, Geffen Records va donar a la banda fins a 31 de juliol de data límit per entregar l'àlbum. El primer single del disc, "Up All Night", va ser llançat el 14 de juliol de 2011, a l'estació de ràdio KROQ de Los Angeles.
En un comunicat de premsa publicat el 16 de juliol, es va incloure una llista de pistes mostrant que en principi l'àlbum contindrà 12 cançons.

## Gravació i producció
La banda va començar a gravar demos del nou material el 2009. Inicialment, els tres membres van portar idees de cançons que havien treballat durant anys per seguir treballant-les. A mesura que la banda va tornar a reunir-se, Barker va dir que el trio tot d'una "es va inspirar" practicant les seves velles cançons i escoltant-les de nou, i tots van decidir gravar demos. Hi havia quatre demos fets, i només una estava gairebé acabat, " Up All Night ". El trio volia llançar com un single llavors, però aviat es van adonar que era massa ambiciós acabar-lo abans que la seva gira de reunió comencés al mes de juliol. Les sessions van ser paralitzades per la gira de reunió d'estiu de 2009, durant el qual la banda tornà a connectar musicalment i emocionalment. Durant el recorregut, Barker va rebre la trucada telefònica que DJ AM havia sofert una sobredosi i havia mort a Nova York, el qual el va afectar en gran manera. La banda va fer una gran quantitat de lletres abans de sortir de gira, però un cop finalitzada la gira, es van prendre un temps per "collir-se un parell de mesos i descansar i fer altres coses", amb la intenció de reagrupar-se el 2010.
L'àlbum va ser gravat a ambdós estudis, tant el de DeLonge a Sant Diego com el de Los Angeles de Hoppus i Barker. La demora de la gravació s'ha degut a la manera en que Blink han optat per treballar aquesta vegada (a parts, sols i junts, i en un parell d'estudis de Califòrnia) el qual té tot a veure amb l'atapeïda agenda de cada membre. Al juny i juliol de 2010, la banda va passar un temps en el seu lloc d'assaig, escrivint i gravant noves cançons. La banda pretenia concloure la gira al setembre, i romandre en l'estudi per a la resta de l'any, fins que l'àlbum estava acabat. A principis de 2011, Barker va anar a una gira en suport del llançament del seu àlbum en solitari, "Give the Drummer Some", mentre que DeLonge i Hoppus va continuar treballant a Los Angeles. Barker es va comunicar amb Hoppus a través de correu electrònic. Sota la pressió, la banda va emetre un comunicat a l'abril que, efectivament, anaven a reprogramar totes les dates de la gira europea a causa de la prolongada gravació de l'àlbum. "Quan vam fer la reserva de la gira de l'any passat, estàvem segurs que anàvem a tenir el nou àlbum abans de l'estiu. Resulta que ens equivocàrem, ja que l'àlbum està prenent més temps del que pensàvem", deia el comunicat. En resposta, Geffen Records va donar al trio com a data límit per la gravació de l'àlbum el 31 de juliol. DeLonge va fer broma dient que, "Probablement, en realitat, conduirem a la casa del president (de la Geffen) a les dues del matí i li entregarem a través de la finestra de la seva habitació en el darrer moment possible." Al maig, la banda encara estava escrivint i gravant, amb DeLonge dient "Pensàvem que ens estàvem acostant al final, i, literalment, fa una setmana vam extreure un conjunt de coses que crec que seran el millor de l'àlbum."
La gravació serà la primera autoproduïda, a causa de la mort el 2008 del productor de feia molt temps Jerry Finn. No només Finn va estar a càrrec dels seus últims tres àlbums d'estudi, va servir com un membre valuós de la banda: En part conseller, en part observador imparcial, va ajudar a suavitzar les tensions i perfeccionar el seu so "Honestament, encara sent com si estigués en l'estudi amb nosaltres, perquè per a mi, personalment, tot el que estava a punt de gravar i estar en un estudi, ho vaig aprendre de Jerry ", va dir Hoppus. Les sessions de l'àlbum seran parcialment documentades en The Blinkumentary.

## Llista de cançons
1. "Fighting The Gravity"
2. "Up All Night"
3. "Heart's All Gone"
4. "Snake Charmer"
5. "Kaleidoscope"
6. "Ghost On The Dancefloor"
7. "Taste Of Blood"
8. "Diamond In The Ruff (Featuring. Tim Armstrong)"
9. "The Fallen Breakdown"
10. "Breathing Easy"
11. "Holly"
12. "Not For Real"